# Gul & Blå
Gul & Blå, även Gul&Blå, är ett företag som tillverkar jeans.

## Bakgrund
Idén om företaget var Lars Knutssons. Knutsson ville öppna en butik i Stockholm inriktad på ungdomsmode. Inspirationen fann han på Carnaby Street i London där popkulturen snabbt spred sig till klädindustrin. I Stockholm i Birger Jarlspassagen hade Knutsson en mindre lokal som senare kom att bli där originalvarorna såldes.

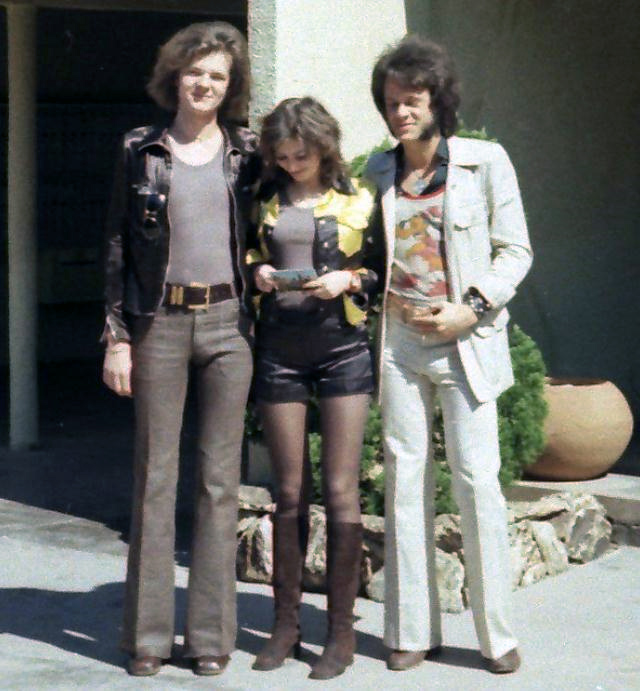
Kläder från Gul & Blå (1971).

Knutsson studerade på Handelshögskolan i Stockholm där han utbildade sig till civilekonom. 1966 skapade han Gul&Blå med ärvda pengar för att återskapa Londons ungdomsmode. Knutsson sökte sig till ett inköpskontor med tillverkare som han önskade anlita. Processen att hitta tillverkare gick fort. Knutsson bestämde sedan vilka varor som i första hand skulle finnas till salu i hans butik, vilket han snabbt kom fram till; byxor och skjortor. I början av oktober 1966 lades grunden för Gul & Blå, då den första beställningen av varor gav de dåvarande tre anställda ett lager att öppna butiken med. Samma år, den 17 oktober öppnade han sin första butik.

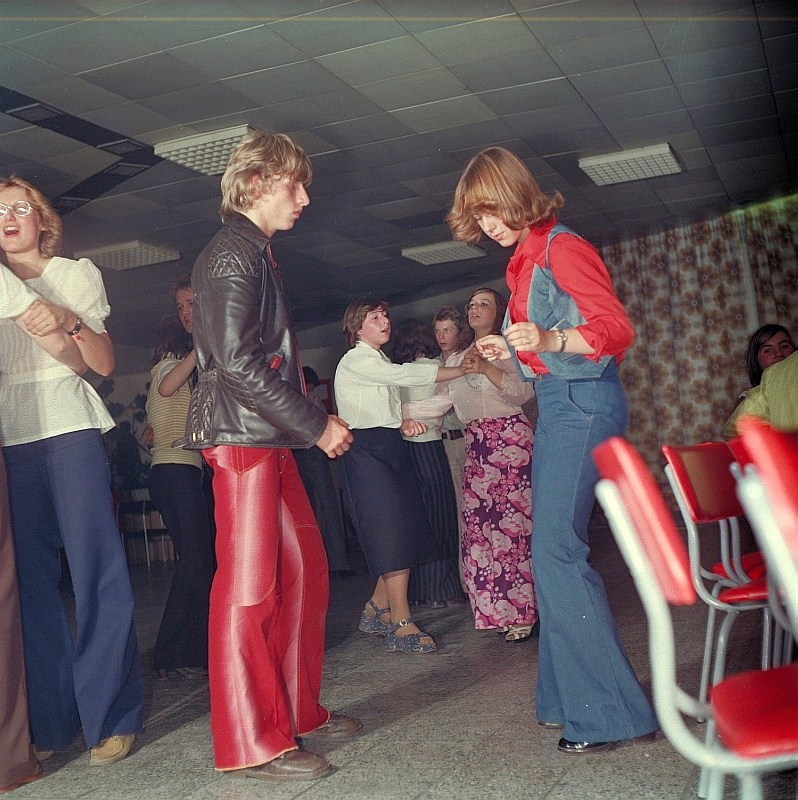
Ungdomar på disko i populära 1970-talskläder.

Hans dåvarande hustru Martina Clason var i grunden med och fastställde idén om butikskonceptet. Martina Clason och Lars Knutsson genomgick en skilsmässa kort därefter. Lars Knutsson träffade en ny kvinna, Maria Grazia Lopez, som var en italiensk designer. De gifte sig och hon gick in i företaget under namnet Maria Knutsson.

### Namnet Gul&Blå
Knutsson valde ett svenskt namn på företaget. Butiken i Birger Jarlspassagen var uppdelad i två, ena hörnet för killar som var blått och det andra för flickor som var gult, därav ville han även att namnet skulle symbolisera vardera del av butiken. Namnet var kompletterande för färgsättningen av butiken.

## Jeansen

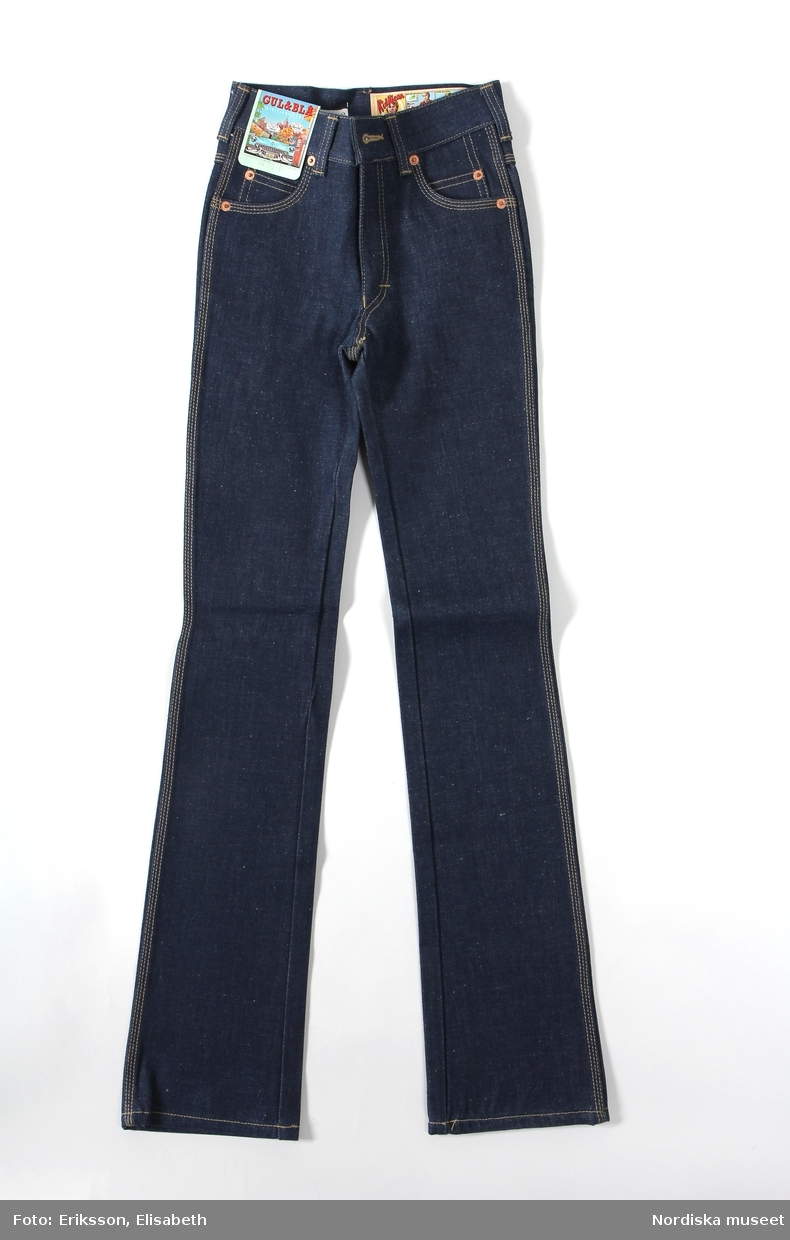
Jeans i modellen "Dallas" från Gul&Blå (1970).

Gul&Blå var under tidigt 1970-tal den butik vars jeans var populära. Däremot var konkurrensen påtaglig då jeansföretaget "Puss&Kram" öppnade upp för försäljning. I tidningarna skrevs det om de långa köerna in till butiken i Birger Jarlspassagen.
Till en början såldes endast importerade originalvaror från London. Sortimentet var stort men framförallt billigt, till exempel kostade ett par byxor 50 kr eller en kavaj 150 kr. De erbjöd ett "slit- och slängsortiment" som innehöll aktuella plagg. Kvalitén på plaggen ansågs vara låg i jämförelse med samtida svenska jeansmärken. Kvaliteten ifrågasattes av den äldre generationen. Det kom klagomål på att jeansen krympte, ändrade färg och fällde i tvätten. För ungdomen var kvaliteten inte lika avgörande, istället var det de små detaljer som spelade roll.

### Motgång mot ändring
På Carnaby Street i London hade aktualiteten av originalvarorna stannat i utvecklingen medan de i Sverige var populära. Varorna som Gul&Blå sålde blev svårare att få tag på i London. Efterfrågan på varor som Gul&Blås sortiment inte hade var återkommande, främst på herrsida men även damsidan. Det som efterfrågades var dels sådant som var svårt att få tag på i Carnaby Street, till exempel vida byxor, skjortor av bättre kvalitet och maxikjolar. Utbudet av kläder från London och den höga efterfrågan gjorde att Maria och Lars Knutsson började tillverka egna kläder.

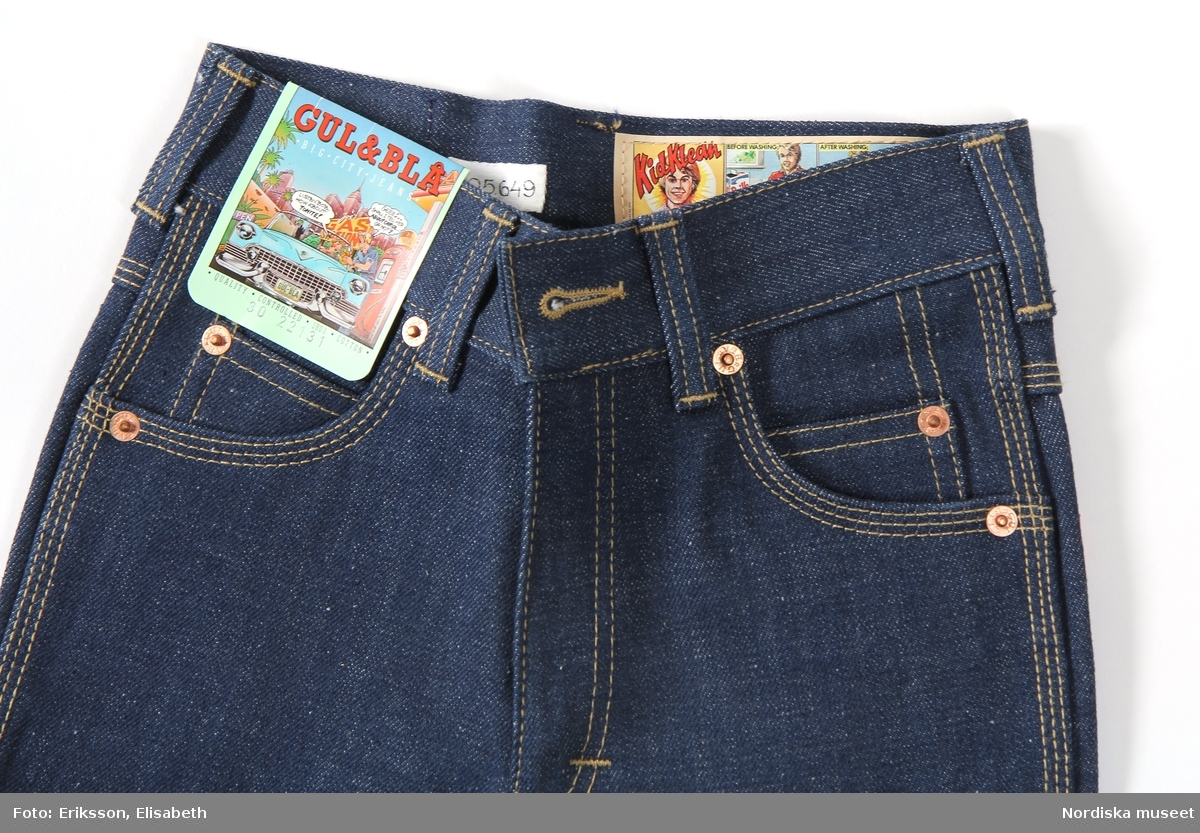
"Dallas"jeansen, påsydd etikett med tvättbeskrivning (1970).

1967 påbörjades den egna tillverkningen. Jeans och byxor tillverkades i svenska fabriker, som låg i Vegby, Tranemo och Limmared. Skjortorna och överrockar var tillverkade i en fabrik i England och från en fabrik i Italien fick de koftor samt tröjor, allt var efter egen design. 1968 lanserades de första egentillverkade jeansen. En av de första jeansen som tillverkades var V-jeansen. De satt lågt vid midjan, hade bred midjelinning, två knappar i gylfen och 70 cm breda benvidd vid foten. Maria Knutsson stod för design, produktutveckling och mönsterkonstruktion av butikens kläder. Maria Knutsson formgav V-jeansen baserat på inspiration från Yves Saint-Laurent som hade tillverkat liknande fast i skinn.

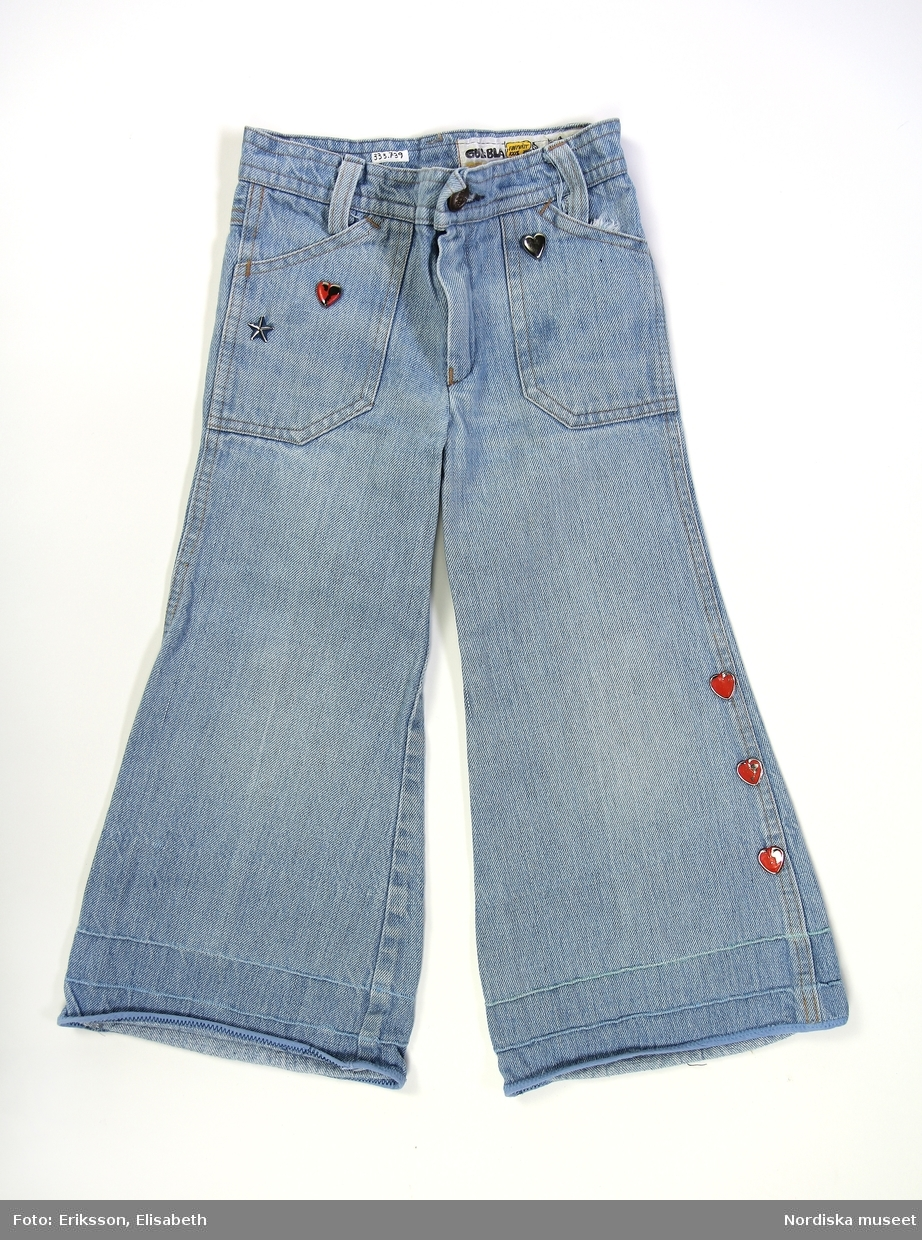
Utsvängda jeans för barn i bomull från Gul & Blå (1971).

Företaget var känt för att producera en mängd olika typer av jeans, inklusive klassiska jeans med raka ben, tighta jeans och jeans med avslappnad passform. Jeansen hade namn som TT-jeansen, V-jeansen, Marilyn, Elvis, Blondie, Fonzie och Dallas. TT-jeansen var vidare vid foten än V-jeansen.
Gul&Blå tillverkar även andra typer av kläder, såsom t-shirts, sweatshirts, jackor och blusar. Jeans var det plagg som Gul&Blå främst populariserades för. Sweatshirts med en egendesignad figur vid namn Joe Banana, signerade av Nikko Amandonico, såldes också.
Försäljningen utgjordes i början främst av ungdomsplagg. Maria och Lars Knutssons första barn föddes år 1968, och deras andra barn år 1969. De började tillverka barnkläder i liknande modell som ungdomsplaggen. Tillverkningen av barnkläder var inte vinstgivande för Gul&Blå. Barnkläderna tillverkades delvis av överblivet material som man fick från produktionen. Barnkläderna passade in i dåtidens barnmode.

## Marknadsföring
Marknadsföringen var till en början inte Knutssons huvudfokus. Märket blev omtalat i mode- och veckotidningar, vilket gav redaktionell reklam. Under 1970-talet växte företaget genom musikindustrin där kända artister bar deras plagg på konserter.

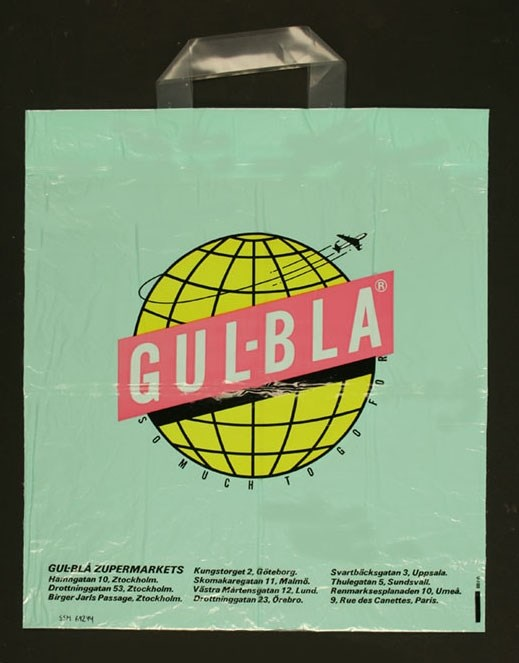
Mintgrön plastkasse med handtag med Gul & Blå:s logotyp (1966-1990).

Gul&Blåbutikerna var färgglatt och lekfullt inredda, vilket även kännetecknade deras produkter. Lars och Maria Knutsson skapade tillsammans med Nikko Amandonico från reklambyrån Nikko&CO, olika koncept för marknadsföring år 1975. De tillverkade plastpåsar, klistermärken, kataloger och broschyrer som alla var i starka färger. Även deras egendesignade tecknade figur, Joe Banana, dök upp som logotyp på klädesplagg och påsar. Tillsammans med Gittan Laurell komponerade Amandonico kolorerade bilder på affischer, påsar och etiketter.
År 1975 producerade Gul&Blå det första magasinet som hette "Gul&Blå Magazin." Magasinen var uppskattade av deras kunder och användes som postorderkatalog.

## Butikerna
Gul & Blå sålde sina första varor i butiken i Birger Jarlspassagen. I samband med att försäljningen expanderade fick de tillgång till grannbutiken vilket gav ytterligare 100 kvm. Butikerna var uppdelade i tre separata delar, varav alla fyllde ett specifikt syfte. En del hette "gul, gul, gul" och var tjejavdelningen. Där fann man allt från strumpor av märket Mary Quant, dockklänningar med puffärmar ofta i sammet, till crêpekreationer. Den andra delen hette "blå, blå, blå" och var killavdelningen, här såldes plastrockar, rutiga byxor, manchesterkepsar och madrasskjortor. Både kill- och tjejavdelningen hade ett jeansutbud. Den sista delen kallades för "grön, grön, grön" och var för prylar. Där fanns omslagspapper, muggar, skyltar samt huvudbonader.

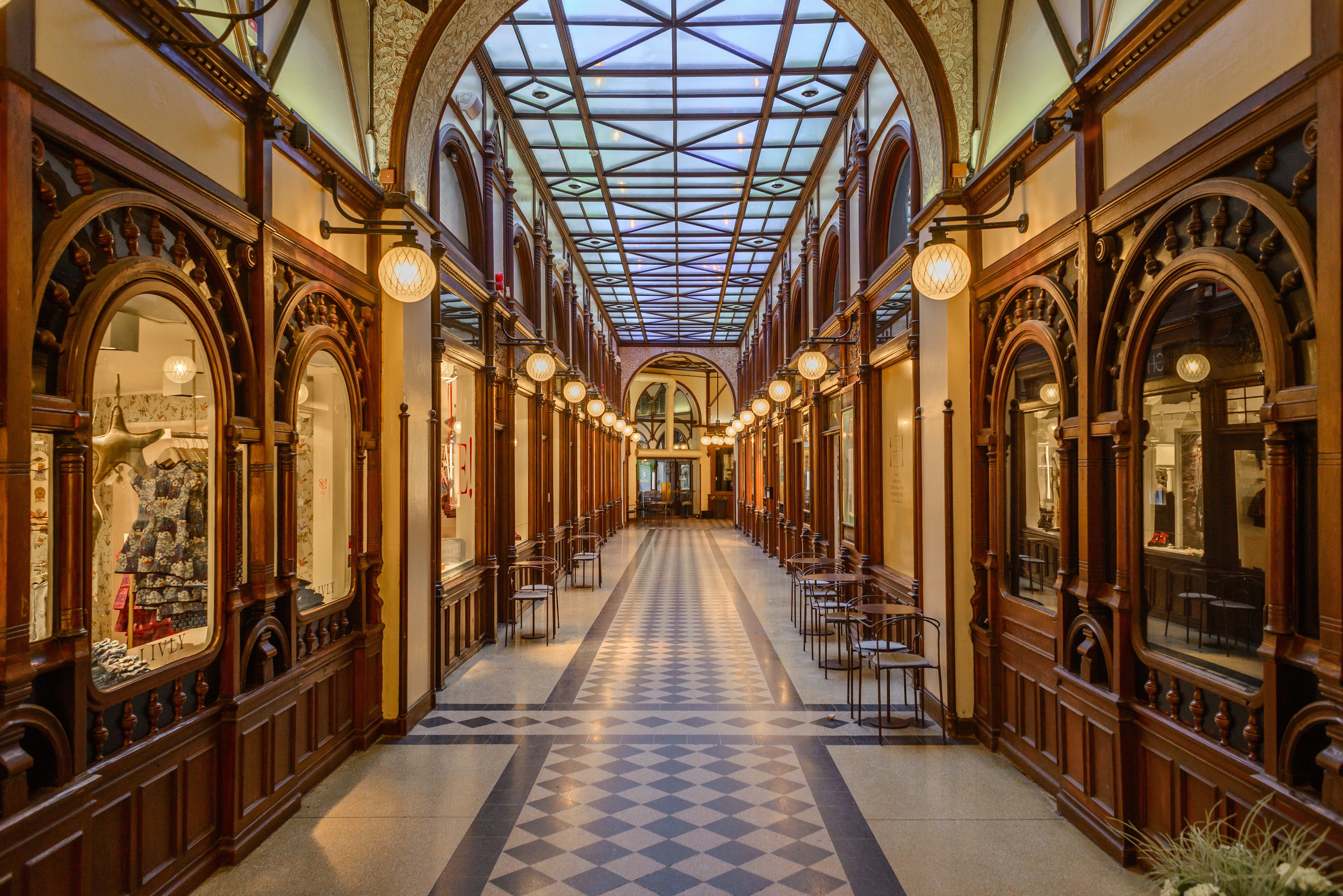
I Birger Jarlspassagen låg Gul&Blås första butik 1966 (bild tagen 2015).

Enligt Lars och Maria Knutsson var det en upplevelse att få uppleva och handla i Gul&Blå butikerna. Butikens skyltfönster var målade i en popstil, med målningar på Fantomen och kvinnor. En av de första butiksskyltarna var i jugendstil. Butikerna var utrustade med neonskyltar, Beatlesmålningar, jukeboxar från femtiotalet, högtalare i målade i trettiotalsstil. Därutöver var vissa kassadiskar i form av stora konfektaskar, vissa även i hjärtform med tillhörande rosa rosett och även en som liknande en osttärning.
Som mest hade Gul&Blå uppemot 30 butiker i Sverige. De öppnade en butik på Drottninggatan, en på Hamngatan i Stockholm och även en på Humlegårdsgatan. Dessutom fanns de i bland annat Skövde, Sundsvall, Göteborg och Malmö. Det öppnades även en filial i Paris, på Rue Princesse.
Under 1980-talet hade företaget franchising butiker i Sverige, Norge, Finland, Frankrike och Tyskland. Men 1992 återgick de till egen regi år och egna butiker, vilket innebar att franchising-kontrakten revs.

## Företagets resa
Paret Knutsson drev Gul&Blå i nästan tre decennier. På 1990-talet blev varumärket enligt Knutsson mer opersonligt. År 1995 sålde paret Knutsson organisationen och varumärket, i samband med att Lars Knutsson fick cancer, en diagnos som han sedan friskförklarats från.
Företaget köptes av Crister Boork 1995. 13 år senare, 2008, licenserades Gul&Blå vidare till varumärket Heart of Brands AB. Heart of Brands AB fick ekonomiska problem, de gick i konkurs samma år och licensavtalet revs. Magnus Senke och Mattias Hallencreutz från J Lindeberg respektive Wesc fick 2013 rätten till namnet, inklusive varumärkena genom licensavtal. Till en början hade de endast näthandel och försäljning via återförsäljare.

### Gul & Blå under 2020-talet
2020 gick rättigheterna till varumärket till en ny ägargrupp. Bland dem var Jeremias Andersson, Andreas Ögren och Jens Alex. Samtliga ägare har varit med och förespråkat vikten av att investera i Gul&Blå. Charlotte Perrelli och maken Anders Jensen har sedan 2020 varit två av de större aktieägarna i bolaget. Enligt Viktor Ottenback, VD för Gul&Blå sedan 2021, visade en marknadsundersökning från år 2020 att varumärket är bekant för 83 procent av det svenska folket. Företaget låter kända artister samt konstnärer göra en egen design på kläderna. De har egen webbshop och onlineförsäljning.
Gul&Blå har utbud både för män och kvinnor, samt en kollektion de kallar "Signature", som är limiterad.